# Ctenoplusia aurisuta
Ctenoplusia aurisuta là một loài bướm đêm trong họ Noctuidae.